# Rio Branco Orden
Rio Branco Orden er en ærefuld orden i Brasilien, indført 5. februar 1963. Ordenen er navngivet efter den brasilianske diplomat José Maria da Silva Paranhos.

## Baggrund
Ordenen blev indstiftet 5. februar 1963 af president João Goulart til belønning af personer, som har ydet en fortjenstfuld indsats for landet.

## Grader
Ordren består af seks grader:
- Storkommandør
- Storofficer
- Kommandør
- Officer
- Ridder
- Medalje

## Insignier
| Bånd    | Bånd   | Bånd    | Bånd      | Bånd        | Bånd     |
| ------- | ------ | ------- | --------- | ----------- | -------- |
| Medalje | Ridder | Officer | Kommandør | Storofficer | Storkors |

## Notable modtagere
Storkors:
- Prins Carl Philip af Sverige (2007)[2][3]
- Prinsesse Madeleine af Sverige (2007)[4][2][3]
- Kronprins Frederik (1999)[5]
- Ban Ki-moon
- Jean-Paul Paloméros